# Careproctus zispi
Careproctus zispi es una especie de pez del género Careproctus.

## Descripción
Especie muy similar a Careproctus parviporatus, sin embargo, se diferencian en la hendidura branquial oblicua, además de la posición de la aleta pectoral. Cuenta con 50-52 vértebras, 10 radios principales en la aleta caudal, la mandíbula superior es bastante larga, costillas pleurales ausentes, placa hipural única, sin hendidura. Presenta dientes pequeños, externos simples y cónicos y ligeramente alomados. Ojos relativamente pequeños, cuerpo alargado, presenta una coloración clara, cavidad branquial y paladar oscuro, la parte del estómago no presenta pigmentación alguna. Mide poco más de 50 mm de longitud (1,96 pulgadas), ejemplares juveniles miden 31-37 mm (1,22-1,45 pulgadas respectivamente).

## Distribución
La especie ha sido reportada en el océano Austral, en la Argentina, donde es endémica. En el mar del Scotia, frente al archipiélago de Tierra del Fuego. Especie marina batidemersal encontrada a más de 200 m de profundidad, pudiendo alcanzar los 1900-2229 m. Posiblemente la especie también se distribuye por algunas zonas o áreas del pasaje de Drake a grandes profundidades.